# 미국 농무부
미국 농무부(美國 農務部, United States Department of Agriculture, USDA) 혹은 농무부는 농지 개발, 농업, 임업, 축산업, 식품에 대한 정책 담당하는 미국 연방 행정부의 부처이다. 농부나 축산업 근로자의 수요를 조절하고, 식품의 안전을 책임지기 위해 미국의 농산물과 축산물의 생산과 무역과 관리하고 자연환경 보호와 미국 농촌과 해외의 기아의 대책 정책을 담당하고 있다. 수장은 농무장관이다.